# Dracula (pterosauriër)
Dracula is de bijnaam van een groot skelet van een nieuwe, onbekende soort van pterosauriër.

## Vondst
In 2009 groef een team van de Roemeense paleontoloog Mátyás Vremir bij Sebeș resten op van een reusachtige pterosauriër in een laag uit het Laat-Krijt, zo'n 70 miljoen jaar geleden (Maastrichtien). In eerste instantie werd vermoed dat die van Hatzegopteryx waren, maar latere vondsten van halswervels suggereerden dat er in Roemenië minstens twee grote vormen leefden, namelijk Hatzegopteryx met een brede nek, en een soort met een smalle nek. Het nieuwe skelet zou tot die soort behoren. Het skelet kreeg de bijnaam 'Dracula' naar Vlad Dracula, die ook leefde in Transsylvanië.
Momenteel wordt de enige skeletreconstructie getoond door het Dinosaurier Museum Altmühltal te Denkendorf in Duitsland, in de tentoonstelling Emperors of the Skies, voorlopig samen met het echte skelet.

## Beschrijving

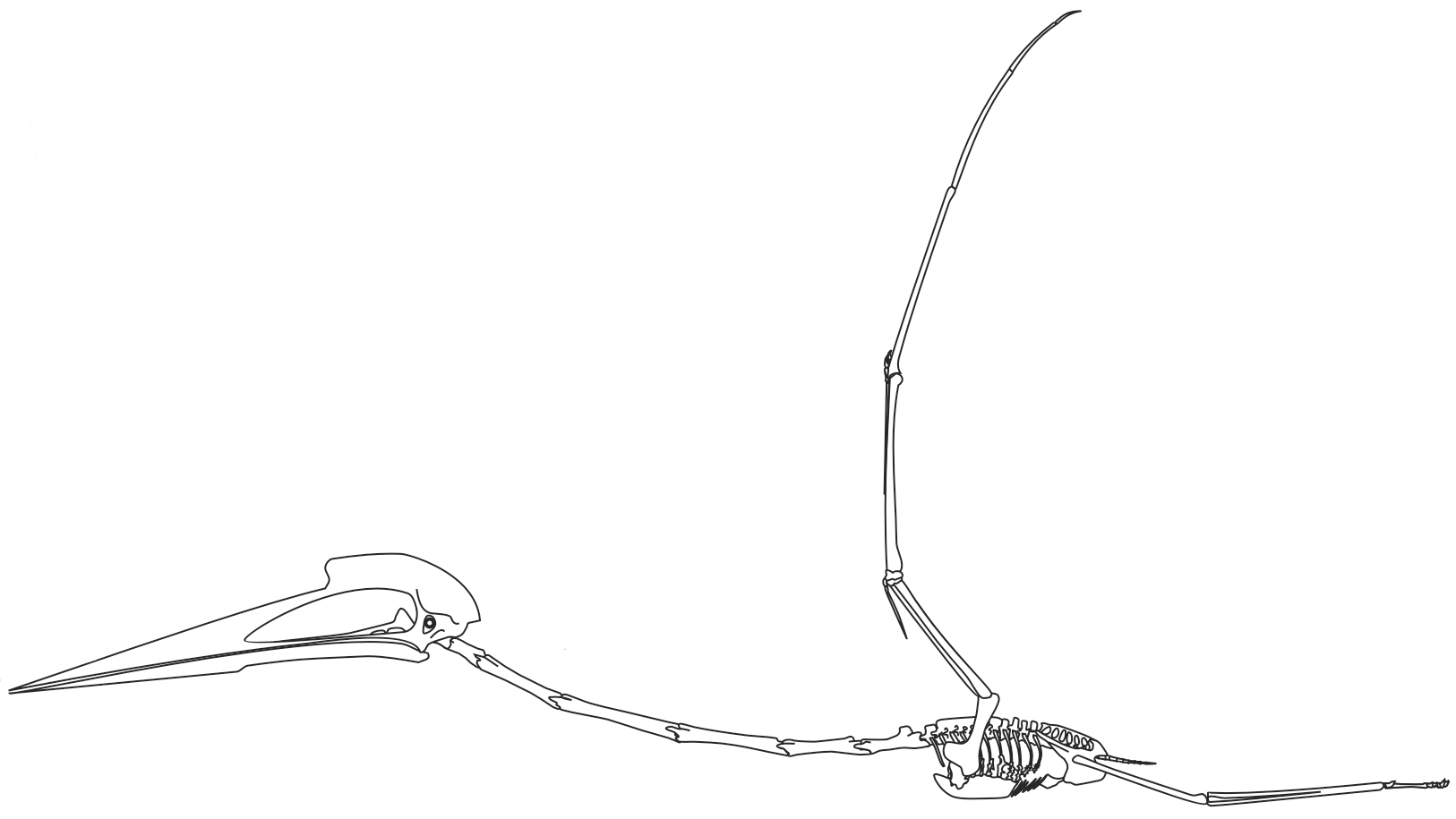
Reconstructie van het Dracula-skelet. Toen Hatzegopteryx nog met een lange nek werd getoond, was dat fout. De reconstructie van het skelet past meer bij Dracula.

Net zoals alle Azhdarchidae had Dracula een zeer lange bek, circa 280 centimeter. De vleugelspanwijdte is geschat op twaalf meter, het gewicht op een halve ton. Als het dier op de grond stond werd de kop op een hoogte van drieënhalve meter gehouden. Deze pterosauriër heeft een polsgewricht anders dan dat van andere Azhdarchidae. Het is extreem massief gebouwd, volgens Vremir 'groter dan dat van een mammoet'.

## Fylogenie
Dracula is een lid van de Azhdarchidae. Het is vermoedelijk een nauwe verwant van Hatzegopteryx, en leefde in hetzelfde gebied (Roemenië).

## Levenswijze
Wetenschappers denken dat Dracula, net als Hatzegopteryx, joeg op de jongen van Magyarosaurus, Telmatosaurus en andere dwergdinosauriërs van het Hațegeiland.
Het werd al eerder verondersteld dat zeer grote pterosauriërs niet of slecht konden vliegen als ze volgroeid waren en op eilanden de niche van apexpredator vulden. Van het Hațegeiland zijn geen grote Theropoda bekend, behalve van een soort van Megalosaurus uit het laat-krijt. Het afwijkende polsgewricht zou er op kunnen duiden dat het vermogen tot vliegen verloren was.